# نبرد چیلک‌شار
نبرد چیلک‌شار یک درگیری نظامی میان ملک کیومرث یکم (حاکم پادوسپانیان در رستمدار) و ائتلافی از همسایگانش به رهبری کارکیا محمد یکم (حاکم کیاییان در بیه‌پیش)، بود که در سال ۸۳۲ هجری قمری روی داد و در اثر آن سراسر قلمرو پادوسپانیان توسط کارکیا اشغال شد. ملک کیومرث به هرات گریخت و دژهایی که در کنترل نایبانش بود، یکی پس از دیگری سقوط کردند و حتی خانواده ملک دستگیر شدند. نهایتاً با پادرمیانی شاهرخ تیموری طرفین به پیمان صلح رضایت دادند و در حالی که کیومرث به رستمدار بازگشت، برخی مناطق مورد مناقشه به کیاییان داده شد.

## پیش‌زمینه
اختلافات مرزی ملک کیومرث با سادات کیایی از زمان درگذشت سید رضی کیا در سال ۸۲۹ هجری، آغاز شد. در این هنگام ملک کیومرث از اختلاف‌های داخلی خاندان کیایی استفاده کرده بود و سرحدات دو قلمرو را مورد تاخت و تاز قرار داده‌بود. پس از آن، فتح الموت توسط کارکیا محمد یکم، موجب دشمنی ملک کیومرث با سادات کیایی و به تبع آن، با سادات مرعشی شد که متحد سنتی‌شان بودند. بعد از این وقایع، کیومرث در نواحی مجاور الموت مدام تاخت و تاز می‌کرد. کارکیا محمد در نامه‌هایی جداگانه به او و سپهسالارش در الموت و لمسر اخطار داد؛ لیکن ملک کیومرث اعتنایی نکرد و همچنان بر آتش اختلاف می‌دمید. در پاسخ، کارکیا سپهسالارش «کیا محمد بن نوپاشا» را با لشکر رودبار و دیلمستان و بخشی از لشکریان گیلان، برای تسخیر طالقان گسیل داشت. در موضع تیره کوه، در اطراف طالقان، نبردی درگرفت و لشکر کیاییان با غارت منطقه، اموال بسیاری را به تاراج بردند و تا پای قلعهٔ شمران و قصران تاختند. بدین طریق نزاع میان ملک و کارکیا بیش از پیش بالا گرفت. در پایان فصل تابستان، که کوه‌نشینان به سوی دشت‌های گیلان می‌کوچند، ملک کیومرث اردو کشید و در تنکابن عمارت خاصهٔ سید داوود کیا را آتش زد. تعدادی از اهالی نیز که قصد مقاومت داشتند، کشته شدند که در میان آنان دو تن از اقوام سید داوود کیا بودند؛ اما خود او هنوز در نواحی کوهستانی بود. تنکابنی‌ها و سادات گرجیان، که در گیلان بودند، در پی ملک کیومرث روان شدند و پس از قتل تعداد زیادی از رستمداری‌ها، بازگشتند. خود ملک کیومرث و فرزندانش هم به سختی توانستند از این معرکه جان به در برند.

## ائتلاف دشمنان کیومرث
در سال ۸۳۲ هجری، کارکیا محمد با دعوت حاکمان بیه پس، مرتضی مرعشی (حاکم ساری) و الیاس خواجه (والی تیموری قم)، علیه ملک کیومرث اتحادی برساخت. در دعوتی که کارکیا برای سید مرتضی مرعشی نوشت، «به شهادت رساندن دو سید» به عنوان بهانهٔ جنگ بیان شد؛ اما در دعوتی که او به الیاس خواجه نوشت، پیشینهٔ خصومت ملک کیومرث با الیاس و حملات گاه و بی‌گاه ملک به ملک ری و نواحی پیرامون آن اشاره شده‌است. به هر حال، در نبرد چیلک‌شار، در نزدیکی روستای چلندر، متحدان علیه ملک کیومرث از هر سو به مرز پادوسپانیان هجوم آوردند.

## وقایع نبرد
برادرزادهٔ کیومرث، ملک نوذر، در میدان نبرد کشته شد و خود ملک کیومرث مجروح شد و از میدان نبرد به کجور گریخت و یکی از پسرانش، ملک کاووس، بازگشت و به تیراندازی مشغول شد تا ملک کیومرث بتواند بگریزد. به هیچ‌یک از فرزندان کیومرث آسیبی نرسید ولی او مجبور شد از رستمدار هم به رویان فرار کند و اکثر قلعه‌های پشتکوه به تصرف دشمنان رسید. رستمدار ویران شد و اسب مورد علاقهٔ کیومرث، به نام «بوره‌کی»، به دست کارکیا محمد افتاد.
پس از پیروزی جبههٔ سادات، ناحیهٔ ناتل‌رستاق و کچه‌رستاق را به ملک نوذر (نوهٔ دختری کیومرث که پدرش ملک جهانگیر از نسل ملک طوس بود و توسط کیومرث کشته شده‌بود و خودش نزد سید مرتضی رشد کرده بود) سپردند؛ همچنین ناحیهٔ کلارستاق و چالوس را تا سرحد کچه‌رستاق را به ملک حسین (نبیره‌زادهٔ ملک جلال‌الدوله اسکندر که از ترس کیومرث با برادرش ایرج به تنکابن پناهنده بود)، سپردند.
همچنین در بهار این سال لشکر گیلان به سرداری کیا محمد بن نوپاشا، واپسین قلعه‌های پادوسپانیان در پشتکوه را که در دست کوتوالان ملک کیومرث مانده بود، تسخیر و تخریب نمودند. ابتدا قلعه فالیس در طالقان را گشودند و سپس قلعه لورا را به یک دیلمی، به نام داداک، سپردند؛ سپس به قلعه امامه رفتند و بعد قلعه شمران را فتح کردند. «کیا رستم سبیل»، سپهسالار تمامی ممالک رستمدار که در آخرین قلعه اقامت داشت، در جریان فتح قلعهٔ شمران به قتل رسید.
لشکرکشی‌های این دوره از تنها موارد ویرانی و تسخیر رویان در زمان سلطنت ملک کیومرث بر این قلمرو بوده‌اند و به جز این جنگ، در دوران پنجاه سالهٔ حکومت او، سرزمین رویان از امنیت و آرامش برخوردار بود.

## پیمان صلح
ملک کیومرث در خلال این وقایع به هرات رفت و از شاهرخ تیموری طلب بخشش و کمک نمود:
… متوجه پایهٔ سریر اعلی هرات شد… به زمین‌بوسی سرافراز شد. اول عذر گستاخی‌ها و بی‌ادبی‌های خود را که از او سمت ظهور یافته بود، می‌خواست و بعد از آن التماس ملک خود نمود و آنجا در ملازمت روزی چند می‌گذرانید.
شاهرخ با خواسته‌های ملک کیومرث موافقت کرد و در حکمی از کارکیا خواست که قلمرو کیومرث را به شرط آن که تابع دربار تیموریان باشد، پس بدهد. کارکیا محمد پذیرفت و ضمن استرداد قلمرو پیشین کیومرث، خانوادهٔ او را هم  که در قلعهٔ لمسر جای داده بود، آزاد کرد و از سوی مقابل، کیومرث به عنوان غرامت و خون‌بهای ساداتی که در تنکابن به قتل رسانده بود، قلعهٔ فالیس و طالقان را به او بخشید. البته این در حالی بود که کارکیا محمد در لاهیجان با شورش یکی از امیرزادگان کیایی، به نام سید حسین کیا، هم روبرو بود و توانایی نداشت تا با حکم صادره از هرات مخالفت نماید و نامه‌ای در پاسخ به شاهرخ تیموری نویسد. بدین ترتیب ملک حسین، که کلارستاق و چالوس به او سپرده شده‌بود، به گیلان بازگشت و نزاع میان کیاییان و ملک کیومرث پایان پذیرفت.